# (2864) Soderblom
(2864) Soderblom est un astéroïde de la ceinture principale.

## Description
(2864) Soderblom est un astéroïde de la ceinture principale. Il fut découvert le 12 janvier 1983 à la station Anderson Mesa par Brian A. Skiff. Il présente une orbite caractérisée par un demi-grand axe de 2,75 UA, une excentricité de 0,15 et une inclinaison de 3,1° par rapport à l'écliptique.

## Compléments